# The Broken Key
The Broken Key è un film del 2017 diretto da Louis Nero. È un film thriller fantascientifico in cui vengono indagati i misteri di un antico frammento perduto del Canone di Torino.

## Trama
In un futuro prossimo, per effetto di una rigida legge sull'ecosostenibilità, la carta è diventata un bene raro; stampare libri e pubblicazioni è quindi un reato. Tutte le informazioni fluiscono attraverso un'unica rete di dati gestita dalla "Grande Z", la Zimurgh Corporation.

## Produzione
La pellicola, opera di Louis Nero, è una coproduzione internazionale con capofila la produzione indipendente L'Altrofilm e la neonata TFP. È stata girata in Italia, Egitto e Inghilterra. In Piemonte le riprese sono state a Torino, alla Sacra di San Michele, alla reggia di Venaria Reale, a Saliceto, a Rosazza e alla riserva naturale delle Grotte di Bossea.
Il regista ha dichiarato che l'intento è stato quello di «realizzare un film concepito sulla linea orizzontale delle sette arti liberali, la cui pratica ascetica - secondo la fulgida interpretazione dantesca - può portare alla trasmutazione dei sette vizi capitali nelle corrispondenti virtù cardinali», per far vivere al pubblico e al protagonista «un viaggio simbolico ed emozionante, disseminato d'insidie e repentini colpi di scena. La via del ritorno alla sapienza ed alla nostra casa nel cielo. Conosci te stesso e conoscerai il tuo Dio».

## Distribuzione
In Italia il film è stato distribuito a partire dal 16 novembre 2017.

## Accoglienza
Il film è stato accolto negativamente dalla critica.
Il sito internet MYmovies.it scrive: "Dal punto di vista visivo infatti, e quanto all'aspetto tecnico della produzione (cinematografia, luci, scenografie, costumi, trucco e via elencando), The Broken Key ha poco da invidiare ai titoli americani medi del filone, [...] ma dal punto di vista della trama il film di Nero è un autentico disastro, una summa di luoghi comuni e spiritualità pop, un pasticcio ossessivamente ripetitivo e drammaturgicamente interminabile. Anche la recitazione degli attori, gravati da sceneggiatura e dialoghi insostenibili, lascia molto a desiderare."

## Incassi
The Broken Key ha incassato 113.772 euro, a fronte di un budget di 2 milioni.